# Hípica als Jocs Olímpics d'Estiu del 2000

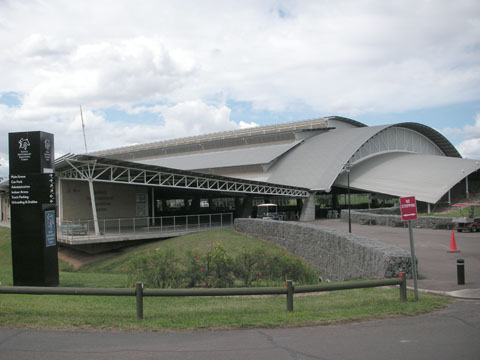
Seu olímpica de la prova d'hípica.

Als Jocs Olímpics d'Estiu del 2000 celebrats a la ciutat de Sydney (Austràlia) es disputaren 6 proves d'hípica: doma clàssica, concurs complet i salts, tant en categoria individual com per equips. La competició es desenvolupà entre els dies 20 de setembre i l'1 d'octubre del 2000 a les instal·lacions eqüestres del Sydney International Equestrian Centre.
Hi participaren un total de 195 genets, 128 homes i 67 dones, de 37 comitès nacionals diferents.

## Resum de medalles
| Prova                                | Or | Argent | Bronze |
| Doma clàssica individual Detalls     | Anky van Grunsven amb Bonfire | Isabell Werth amb Gigolo | Ulla Salzgeber amb Rusty |
| Doma clàssica per equips Detalls     | AlemanyaIsabell Werth amb Gigolo · Nadine Capellmann amb Farbenfroh · Ulla Salzgeber amb Rusty · Alexandra de Ridder amb Chacomo      | Països BaixosEllen Bontje amb Silvano · Anky van Grunsven amb Bonfire · Arjen Teeuwissen amb Goliath · Coby van Baalen amb Ferro | Estats UnitsSusan Blinks amb Flim Flam · Robert Dover amb Ranier · Guenter Seidel amb Foltaire · Christine Traurig amb Etienne              |
| Concurs complet individual Detalls   | David O'Connor amb Custom Made | Andrew Hoy amb Swizzle In | Mark Todd amb Eyespy II |
| Concurs complet per equips Detalls   | AustràliaPhillip Dutton amb House Doctor · Andrew Hoy amb Darien Powers · Stuart Tinney amb Jeepster · Matt Ryan amb Kibah Sandstone  | Regne UnitIan Stark amb Jaybee · Jeanette Brakewell amb Over To You · Pippa Funnell amb Supreme Rock · Leslie Law amb Shear H2O  | Estats UnitsNina Fout amb 3 Magic Beans · Karen O'Connor amb Prince Panache · David O'Connor amb Giltedge · Linden Wiesman amb Anderoo      |
| Salts d'obstacles individual Detalls | Jeroen Dubbeldam amb De Sjiem | Albert Voorn amb Lando | Khaled Al Eid amb Khashm Al Aan |
| Salts d'obstacles per equips Detalls | AlemanyaLudger Beerbaum amb Goldfever 3 · Lars Nieberg amb Esprit FRH · Marcus Ehning amb For Pleasure · Otto Becker amb Dobels Cento | SuïssaMarkus Fuchs amb Tinka's Boy · Beat Maendli amb Pozitano · Lesley McNaught amb Dulf · Willi Melliger amb · Calvaro V       | BrasilRodrigo Pessoa amb Baloubet du Rouet · Luiz Felipe De Azevedo amb Ralph · Álvaro Miranda Neto amb Aspen · Andre Johannpeter amb Calei |

## Medaller
| Posició | País           | Or | Argent | Bronze | Total |
| 1       | Països Baixos  | 2  | 2      | 0      | 4     |
| 2       | Alemanya       | 2  | 1      | 1      | 4     |
| 3       | Austràlia      | 1  | 1      | 0      | 2     |
| 4       | Estats Units   | 1  | 0      | 2      | 3     |
| 5       | Regne Unit     | 0  | 1      | 0      | 1     |
| 5       | Suïssa         | 0  | 1      | 0      | 1     |
| 7       | Aràbia Saudita | 0  | 0      | 1      | 1     |
| 7       | Brasil         | 0  | 0      | 1      | 1     |
| 7       | Nova Zelanda   | 0  | 0      | 1      | 1     |